# Zimorodek malachitowy
Zimorodek malachitowy (Corythornis cristatus) – gatunek małego ptaka drapieżnego z podrodziny zimorodków (Alcedinidae) w rodzinie zimorodkowatych (Alcedinidae). Występuje w Afryce Subsaharyjskiej. Nie jest zagrożony wyginięciem.

## Systematyka
Po raz pierwszy zgodnie z zasadami nazewnictwa binominalnego gatunek ten opisał w 1764 roku niemiecki zoolog i botanik Peter Simon Pallas. Autor nadał gatunkowi nazwę Alcedo cristata, przyporządkował go do rodzaju Alcedo, a jako miejsce typowe wskazał Przylądek Dobrej Nadziei. Później gatunek został przeniesiony do rodzaju Corythornis.
Jest blisko spokrewniony z zimorodkiem czarnodziobym (Corythornis vintsioides).

### Podział systematyczny
Systematyka gatunku jest kwestią sporną. Międzynarodowy Komitet Ornitologiczny (IOC) wyróżnia pięć podgatunków Corythornis cristatus:
- C. c. galeritus (P.L.S. Müller, 1776)
- C. c. nais (Kaup, 1848) – zimorodek żółtobrzuchy[6]
- C. c. thomensis Salvadori, 1902 – zimorodek zatokowy[6]
- C. c. cristatus (Pallas, 1764) – zimorodek malachitowy[6]
- C. c. stuartkeithi Dickerman, 1989

Autorzy Birds of the World także wyróżniają pięć podgatunków, ale nie uznają podgatunku stuartkeithi, proponują za to podgatunek robertsi (o synonimicznej nazwie longirostris) mający obejmować populację z północnej Botswany.
Część autorów uznaje za osobne gatunki zimorodka żółtobrzuchego (C. nais) i zatokowego (C. thomensis). Takie ujęcie systematyczne przyjęto m.in. na liście ptaków świata opracowywanej przy współpracy autorów Handbook of the Birds of the World z BirdLife International; lista ta jest wykorzystywana w Czerwonej księdze gatunków zagrożonych Międzynarodowej Unii Ochrony Przyrody (IUCN). Wyróżniono na niej cztery podgatunki Corythornis cristatus: C. c. galeritus, C. c. cyanostigma, C. c. longirostris i C. c. cristatus.

### Etymologia nazwy naukowej
- Corythornis: gr. κορυς korus, κορυθος koruthos „hełm”; ορνις ornis, ορνιθος ornithos „ptak”[11].
- cristatus: łac. cristatus „grzywiasty, z pióropuszem, czubaty”, od crista „grzebień, pióro, pęk”[12].

## Morfologia
Pióra zimorodka malachitowego na górnej części głowy są w czarne paski, mają bladoniebieskie i zielone ubarwienie, przypominające barwę malachitu, stąd nazwa epitetu gatunkowego. Te długie pióra mogą czasami rozkładać się na boki. Długi, czerwony dziób; biały i czerwonawy brzuch. Niebieski obszar nad ciemnobrązowymi oczami. Białe gardło, po bokach szyi występują białe plamy. Niebieskie górne części ciała i tylna część głowy. Nogi i stopy są czerwone. Dymorfizm płciowy nie występuje.
Zimorodek zatokowy (C. c. thomensis) ma krótsze pióra na górnej części głowy, są one ciemnoniebieskie i mają mniej wyraźne czarne paski. Kuper ma kolor fioletowo-niebieski. Policzki i dolne części ciała są bardziej czerwonawe niż u C. c. galeritus. C. c. stuartkeithi ma upierzenie podobne do C. c. galeritus, ale pióra na kuprze mają mniej wyraźny kolor.
Upierzenie młodych ma mniej wyraźne kolory. Pióra na górnej części głowy są krótsze. Ciemnobrązowe upierzenie na górnej części ciała, czarne nogi i dziób, który po ok. trzech miesiącach zaczyna zmieniać kolor na czerwony.
Długość ciała wynosi ok. 13 cm, masa ciała 12–19 g.

## Występowanie
Jest spotykany blisko swojego źródła pożywienia. Występuje w Afryce Subsaharyjskiej, oprócz wysuszonych obszarów Somalii, Etiopii, Botswany i Namibii. Odnotowywany bywa także na Półwyspie Arabskim – w Jemenie (gdzie przypuszczalnie doszło do lęgów) i Omanie (w Zufarze). Zamieszkuje tereny sawanny, bagna, brzegi jezior i wolno płynących rzek, estuaria i lasy namorzynowe. Występuje również w siedliskach utworzonych przez człowieka – rowach melioracyjnych, kanałach, polach i rezerwuarach.
Im wyższa wysokość nad poziomem morza i im wyższa szerokość geograficzna, tym rzadziej jest spotykany. Bardzo rzadko zamieszkuje obszary na wysokości powyżej 2000 m n.p.m., ale występuje aż do 3000 m n.p.m. w Afryce Wschodniej.
Poszczególne podgatunki zamieszkują:
- C. c. galeritus – Senegal do Ghany
- C. c. nais – Wyspa Książęca
- C. c. thomensis – Wyspa Świętego Tomasza
- C. c. cristatus – Nigeria na wschód do zachodniego Sudanu, Ugandy i Kenii, na południe do południowej Angoli, północnej Namibii i Botswany, Zimbabwe i Południowa Afryka
- C. c. stuartkeithi – wschodni Sudan, Somalia i Etiopia

## Pożywienie
Dieta składa się z chrząszczy wodnych, larw, krewetek, kijanek, krabów, małych ryb i żab. Żywi się również zwierzętami lądowymi – jaszczurkami, modliszkami, chrząszczami i konikami polnymi.
W pojedynkę poszukuje ofiary na skałach, trzcinie bądź na gałęziach w pobliżu morza lub rzeki, 20–50 cm nad poziomem powierzchni wody. Szukając pożywienia, podnosi i opuszcza długie pióra na górnej części głowy, kiwa głową lub macha ogonem. Po zauważeniu ofiary nurkuje pionowo pod taflę wody, aby ją schwytać. Następnie powraca do czatowni, aby ją zabić poprzez uderzenie o kamień bądź gałąź. Po złapaniu ryby jej głowę skierowuje do przełyku przodem. Może również chwytać ważki podczas lotu.
Niestrawione resztki jedzenia są usuwane w postaci wypluwki.

## Zachowanie

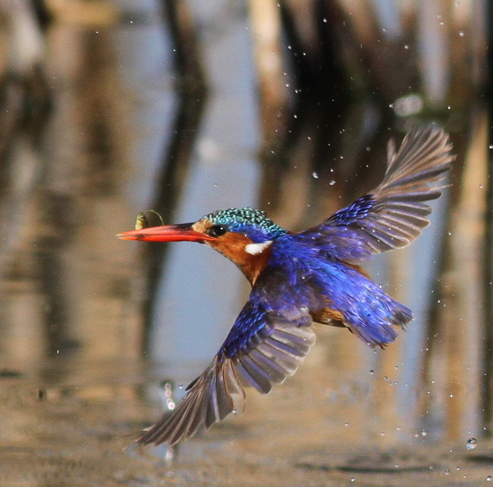
Zimorodek malachitowy podczas lotu nad powierzchnią wody, Południowa Afryka

Ptaki dbają o higienę piór, usuwając nieczystości i pasożyty. Utrzymują w czystości swój dziób, ocierając go o gałąź lub inną szorstką powierzchnię. Poza okresem godowym żyją w pojedynkę. Lot jest szybki, zazwyczaj odbywa się nisko nad powierzchnią wody. 
Podobnie jak inne zimorodki, zimorodek malachitowy jest gatunkiem silnie terytorialnym. Jeśli na jego terytorium pojawi się inny zimorodek, ptaki mogą ze sobą walczyć, chwytając siebie za dziób, lub ścigać w locie.

## Rozród

### Okres godowy
Tworzone pary są monogamiczne. Zaloty mają postać pościgów w locie. Podczas lotu samiec często przyciąga uwagę samicy poprzez śpiewanie i prezentowanie się. 
Wykopywane są 2–3 jamy przez samca i samicę w pionowym brzegu rzeki, skarpie lub między korzeniami powalonego drzewa, ale tylko jedna zostaje ukończona, służąca później jako gniazdo. Poziomy tunel o długości 0,25–1,2 m jest skierowany ku górze, lekko zakrzywiony. Najdalsze miejsce nory, przeznaczone do składania jaj ma 9–10 cm średnicy, jest wyłożone resztkami pożywienia.

### Okres lęgowy
Zazwyczaj samica składa od 3 do 6 białych jaj. Okres inkubacji jaj trwa 14–16 dni. Oboje rodzice wysiadują jaja i dostarczają pożywienie dla piskląt. Młode są zdolne do polowania po jednym tygodniu od pierzenia się, opuszczają gniazdo po 22–25 dniach. Po 36–40 dniach przebywania w gnieździe rodzice przeganiają młode.

## Status zagrożenia
Zimorodek malachitowy występuje na bardzo dużym obszarze (BirdLife International podaje EOO – 24,5 mln km²), a jego populacja nie wydaje się zbliżać do kryteriów gatunków zagrożonych, dlatego w Czerwonej księdze gatunków zagrożonych IUCN został zakwalifikowany jako gatunek najmniejszej troski (LC – Least Concern). Liczba osobników światowej populacji nie została oszacowana, ale ptak ten opisywany jest jako pospolity w większości swego zasięgu lęgowego. Nie podjęto żadnych działań ochronnych gatunku. Ze względu na brak dowodów na spadki liczebności bądź istotne zagrożenia dla gatunku, BirdLife International ocenia trend populacji jako prawdopodobnie stabilny. Jednym z zagrożeń dla gatunku są kolizje z budynkami podczas migracji w nocy.
Jak wyżej wspomniano, IUCN uznaje za osobne gatunki zimorodka żółtobrzuchego (C. nais) i zatokowego (C. thomensis). Oba zalicza do kategorii LC (najmniejszej troski).